# 威斯康星職業心理學校
威斯康星職業心理學校（Wisconsin School of Professional Psychology，縮寫：WSPP）是位於美國威斯康星州密爾沃基的一所私立高等教育機構，由密爾沃基的心理醫師成立於1978年。 2015年《美國新聞與世界報道》未將其列入任何排名。